# A-Style
A-Style es una marca de moda italiana, notable por su controvertido logotipo que parece simular un acto sexual. El logotipo fue dado a conocer en una campaña de publicidad viral en el 2004 y fue diseñado por Marco Bruns